# Берегівське низькогір'я
 Бе́регівське низькогі́р'я  (інша назва — Берегівське горбогір'я) — масив плосковершинних вулканічних горбів і розчленованих схилових поверхонь на правобережжі річки Боржави, поблизу міста Берегове (Закарпатська область). 
Простягається від села Затишне до села Бене з північного заходу на південний схід відокремленим «островом» серед Закарпатської низовини. 
Довжина Берегівського низькогір'я 12—18 км, ширина 3—9 км. Висоти: 250—300 м над рівнем моря, максимальна — 369 м (біля села Мужієво). Складається з ліпаритів і ліпаритових туфів. 
З корисних копалин є перліт, каолініт, алуніт, свинцево-цинкові руди, срібло; біля села Мужієво — поклади золота (див. Мужіївське золоторудне родовище). Фрагменти дібров і чагарникових заростей. Схили частково терасовані. Виноградники, сади та орні землі. 

## Фотографії

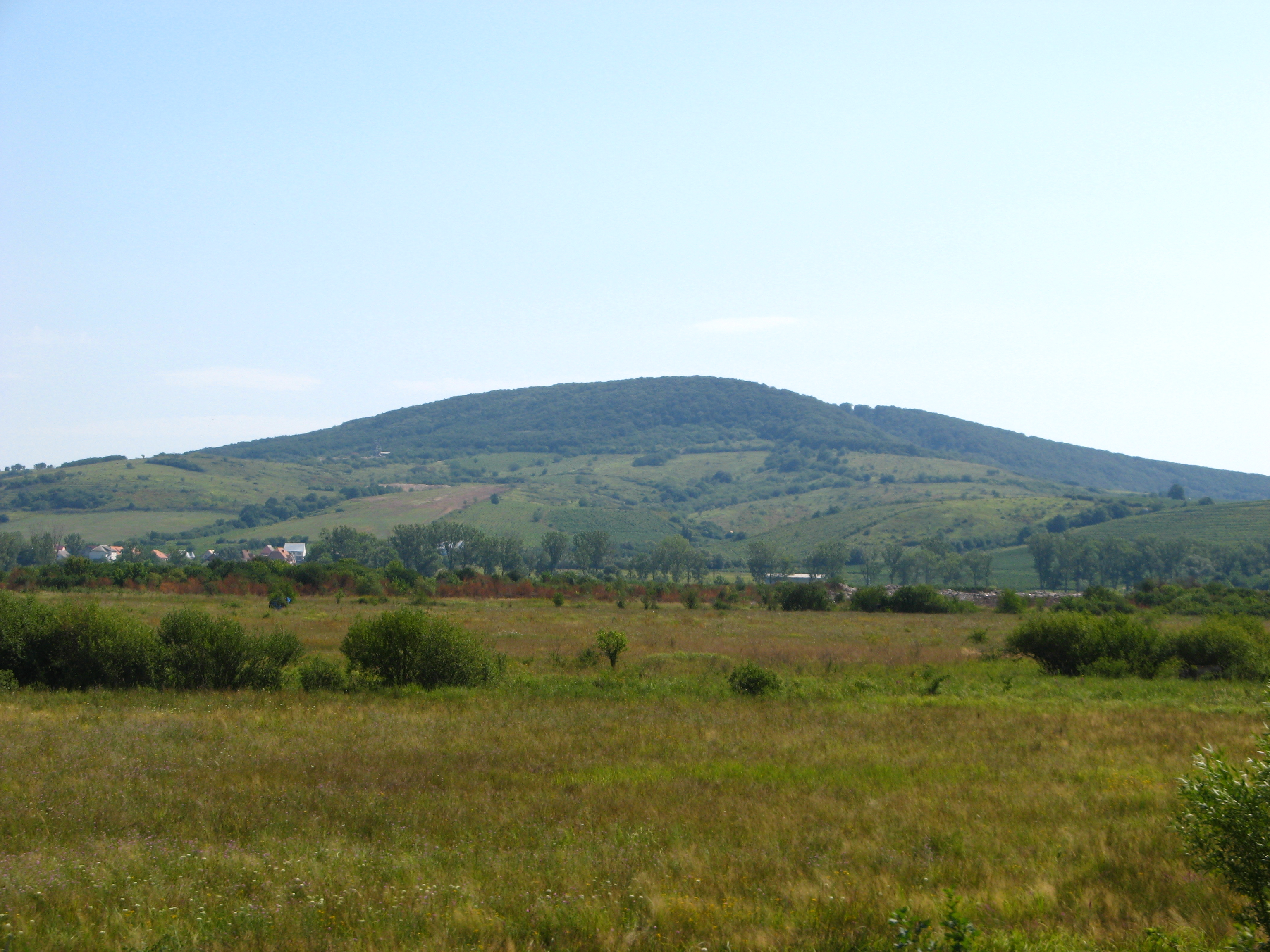
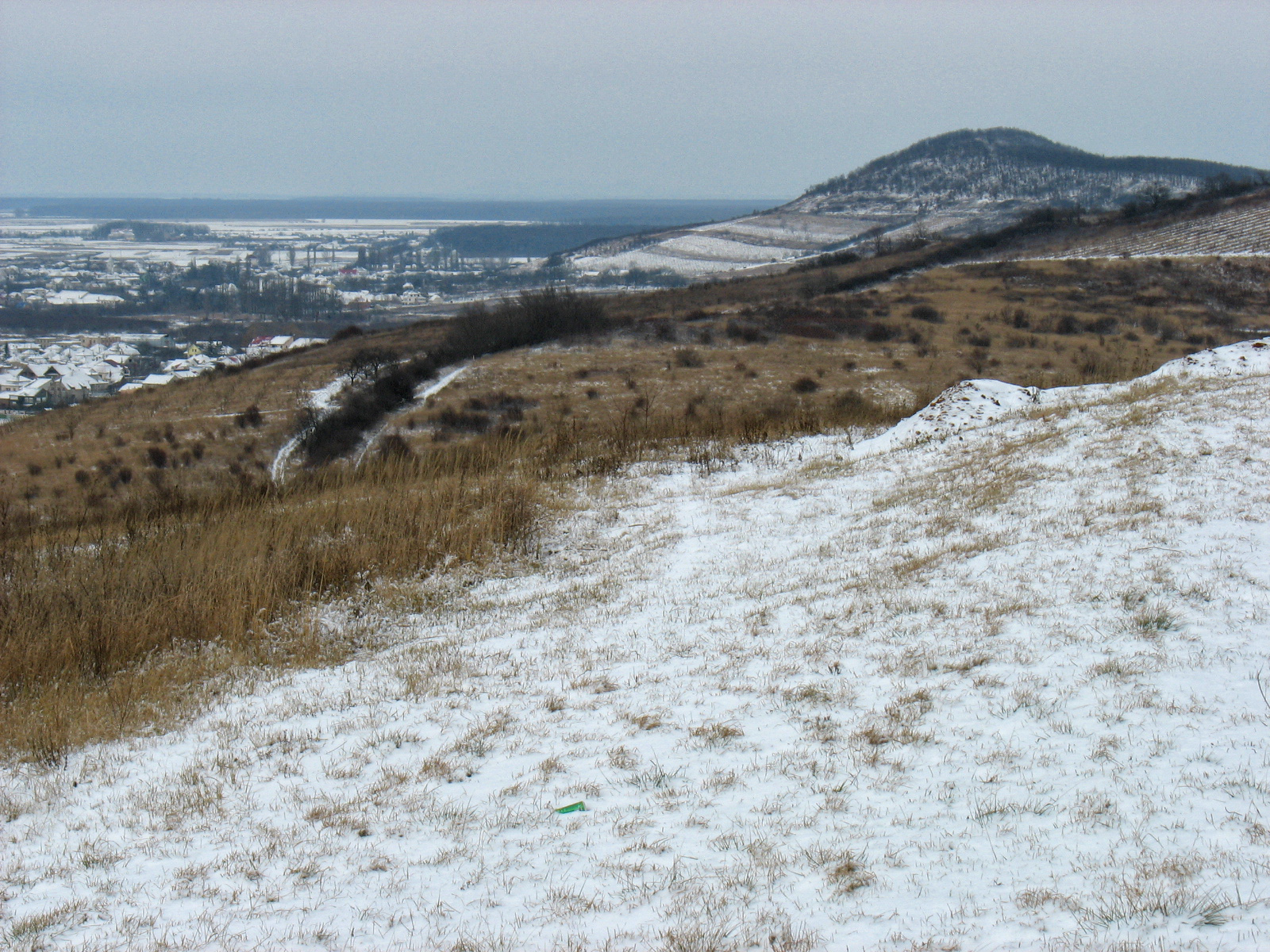
Заповідне урочище «Берегівське горбогір'я»
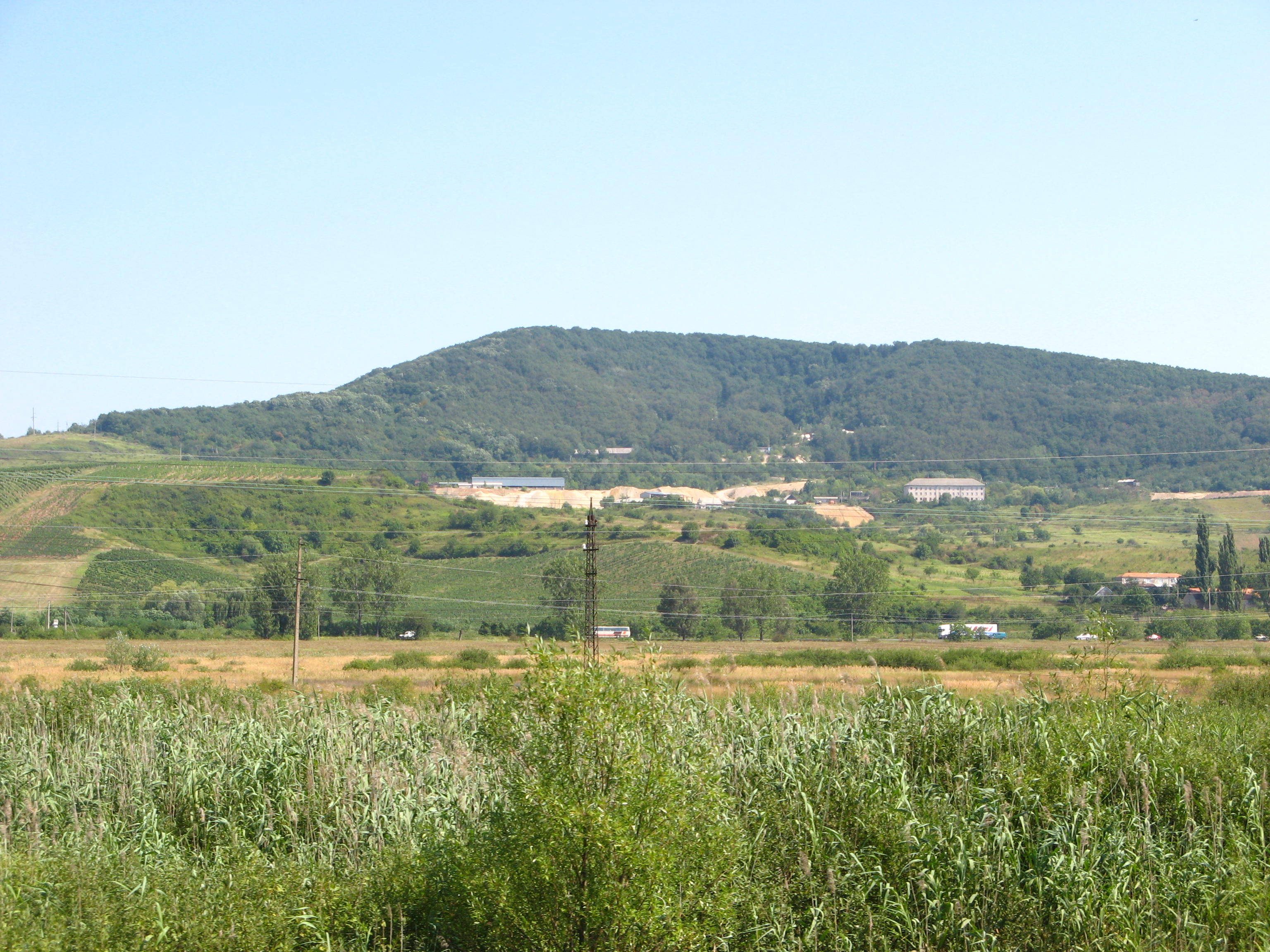
Мужіївське золоторудне родовище
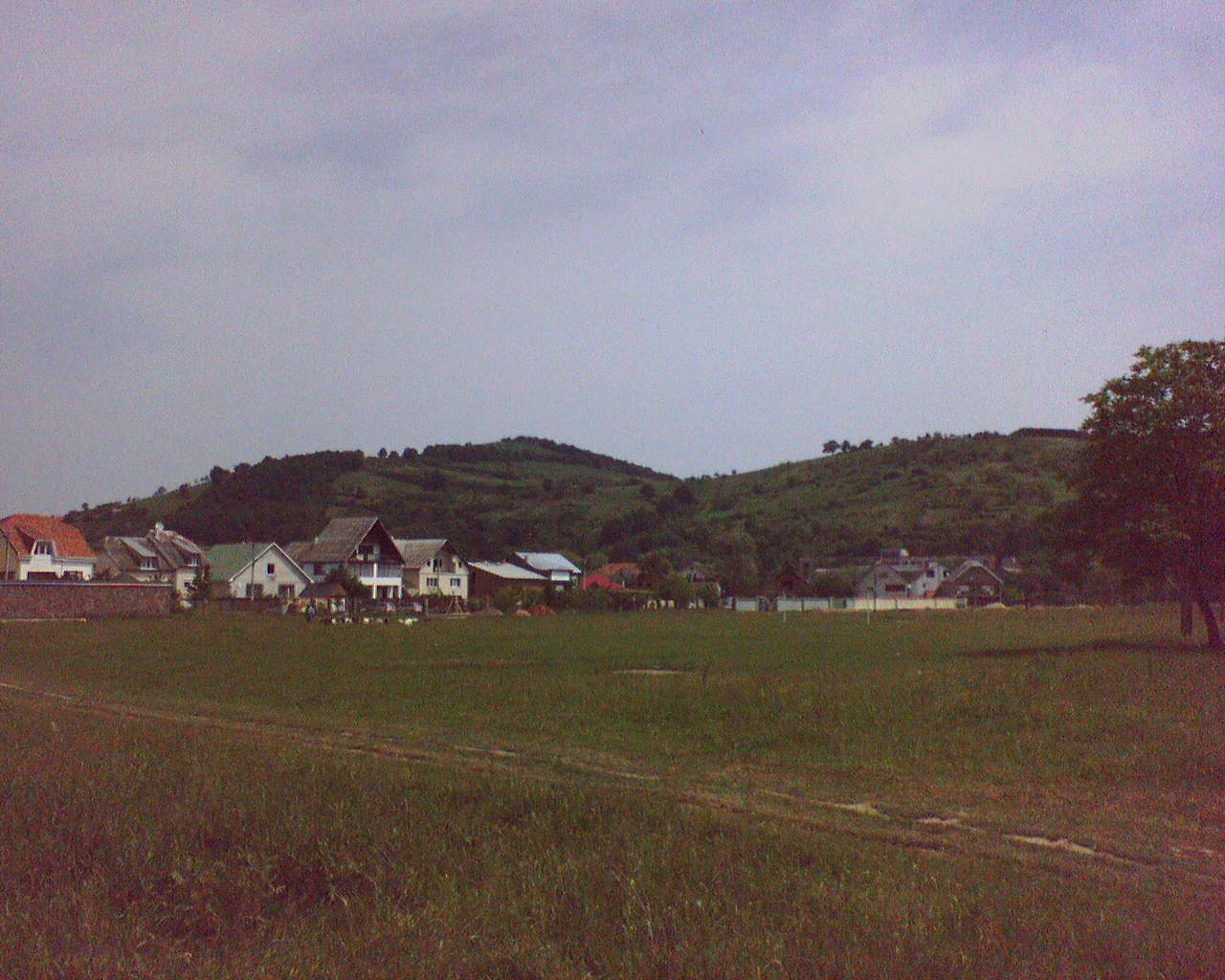
Західний край Берегівського низькогір'я (біля м. Берегове)